# Автомагістраль A3 (Португалія)
A3 або Entre-Douro-e-Minho Motorway) — португальська автомагістраль, яка з'єднує Порту з Валенсою, продовжуючи до кордону з Іспанією, з'єднуючи субрегіони Área Metropolitana do Porto, Ave, Cávado і Alto Minho, що належать до Північного регіону, загальною протяжністю 112 км.
Автомагістраль A3 експлуатується концесіонером Brisa і проходить через райони Порту, Брага і Віана-ду-Каштелу. Він платний, а продовження траси A 3 коштує 8,15 євро за автомобіль класу 1.
Завершена в 1998 році, вона є основною віссю, що з'єднує північ Іспанії та Галісію на протяжності 112 км. Автомагістраль починається на вулиці Via de Cintura Interna, в самому серці міста Порту і після виїзду з A4, на схід, в Агуас Сантас і Ермесінде, проходячи в околицях промислових і економічних полюсів Майя і Альфена, вона перетинає родючий регіон Санто-Тірсо, Трофа і Фамалікао, наближаючись до міста архієпископів. З Браги він йде до величного Понте-де-Ліма і там починається чудовий перехід через Серра-де-Арга, у бік долини Міньо, у Валенсі, де вона зустрічається з Галісією.
У жовтні 2012 року було завершено розширення з 2 до 3 смуг між платним майданчиком Maia та розв'язкою Трофа/Санто-Тірсо.
Автомагістраль A3 є частиною європейської дороги E01, яка продовжується до міста Ла-Корунья.